# マルピカ・デ・ベルガンティーニョス

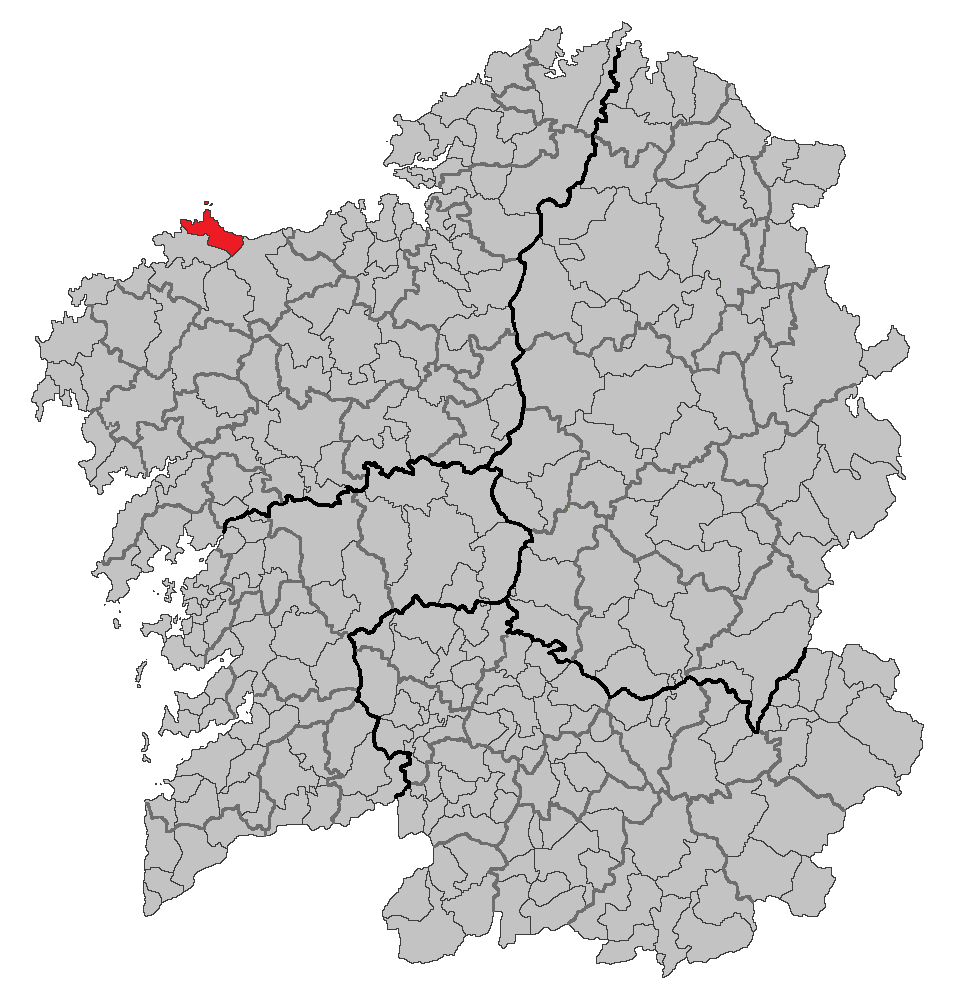

マルピカ・デ・ベルガンティーニョス（Malpica de Bergantiños）は、スペイン、ガリシア州、ア・コルーニャ県の自治体、コマルカ・デ・ベルガンティーニョスに属し、コスタ・ダ・モルテ地域に位置する。ガリシア統計局によると、2011年の人口は6,102人（2010年：6,178人、2009年：6,228人、2006年：6,567人、2005年：6,786人、2004年：6,890人、2003年：6,944人）である。住民呼称はmalpicán/-cá。
ガリシア語話者の自治体住民に占める割合は98.95％（2001年）。

## 地理
マルピカ・デ・ベルガンティーニョスはア・コルーニャ県の北西部に位置し、コマルカ・デ・ベルガンティーニョスに属する。隣接する自治体は、東がカルバージョ、南がポンテセソで、北は大西洋に面している。自治体中心地区はマルピカ・デ・ベルガンティーニョス教区のマルピカ地区。
マルピカ・デ・ベルガンティーニョスはカルバージョ司法管轄区に属す。

### 人口
住民は8の教区の62の地区（集落）に居住する。
| マルピカ・デ・ベルガンティーニョスの人口推移 1900－2010 |
|                                                         |
| 出典:INE（スペイン国立統計局）1900年 - 1991年、1996年 - |

## 歴史
この地について、最初の記録は13世紀のもので、サンティアゴ・デコンポステーラ大司教の所領として記されている。15世紀にはモンテレイ伯サンチョ・デ・ウジョーアが大司教アロンソ2世・デ・フォンセカからこの地の支配を奪ったとされる。

## 政治
自治体首長はガリシア国民党（PPdeG）のエドゥアルド・ホセ・パルガ・ベイガ（Eduardo José Parga Veiga）、自治体評議員は、ガリシア国民党：6、ガリシア社会党（PSdeG-PSOE）：4、ガリシア民族主義ブロック（BNG）：2、AIM：1となっている（2011年5月22日の自治体選挙結果、得票順）。
| 1999年6月13日自治体選挙 |        |        |          |
| 政党                    | 得票数 | 得票率 | 獲得議席 |
| PPdeG                   | 1,566  | 30.38% | 4        |
| AEMU                    | 1,176  | 22.81% | 3        |
| PSdeG-PSOE              | 901    | 17.48% | 2        |
| BNG                     | 790    | 15.32% | 2        |
| AIM                     | 689    | 13.37% | 2        |

| 2003年5月25日自治体選挙 |        |        |          |
| 政党                    | 得票数 | 得票率 | 獲得議席 |
| PSdeG-PSOE              | 1,679  | 32.86% | 4        |
| AVE MALPICA             | 1,348  | 26.38% | 4        |
| PPdeG                   | 1,152  | 22.55% | 3        |
| AIM                     | 431    | 8.44%  | 1        |
| BNG                     | 430    | 8.42%  | 1        |

| 2007年5月27日自治体選挙 |        |        |          |
| 政党                    | 得票数 | 得票率 | 獲得議席 |
| PSdeG-PSOE              | 1,379  | 30.37% | 5        |
| AVE MALPICA             | 1,015  | 22.36% | 3        |
| BNG                     | 759    | 16.72% | 2        |
| PPdeG                   | 756    | 16.65% | 2        |
| AIM                     | 490    | 10.79% | 1        |
| TEGA                    | 90     | 1.98%  | 0        |

| 2011年5月22日自治体選挙 |        |        |          |
| 政党                    | 得票数 | 得票率 | 獲得議席 |
| PPdeG                   | 1,617  | 38.07% | 6        |
| PSdeG-PSOE              | 1,207  | 28.42% | 4        |
| BNG                     | 581    | 13.68% | 2        |
| AIM                     | 533    | 12.55% | 1        |
| TEGA                    | 234    | 5.51%  | 0        |

## 教区
マルピカ・デ・ベルガンティーニョスは8の教区に分けられている。太字は自治体の中心教区。
- バリーソ（サン・ペドロ）
- ブーニョ（サント・エステーボ）
- カンブレ（サン・マルティーニョ）
- セルケーダ（サン・クリストーボ）
- レイロイオ（サンタ・マリーア）
- マルピカ・デ・ベルガンティーニョス（サン・シュリアン）
- メンス（サンティアーゴ）
- ビラノーバ・デ・サンティソ（サン・ティルソ）

## ギャラリー

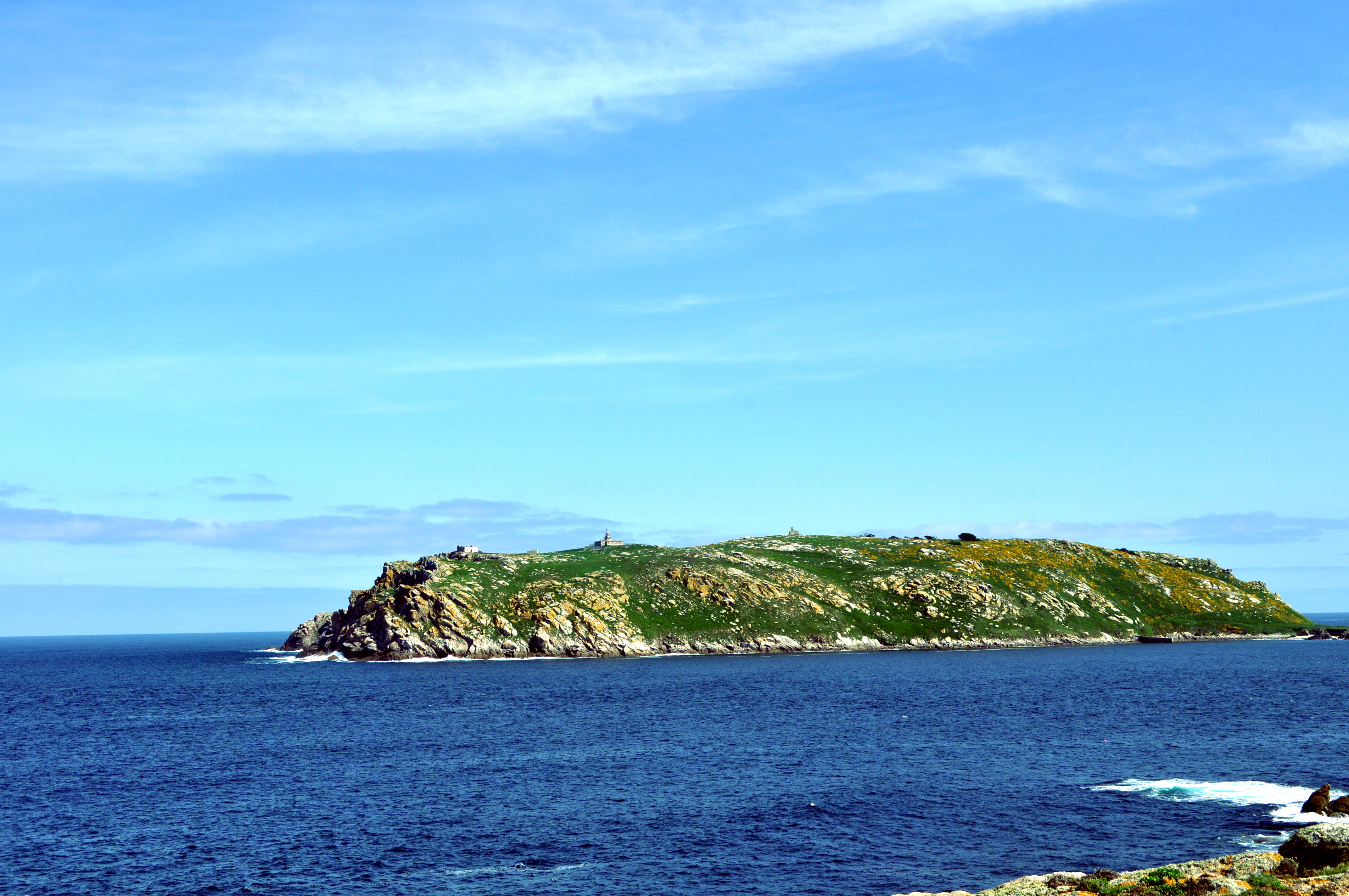
沖合にあるシサルガ・グランデ島
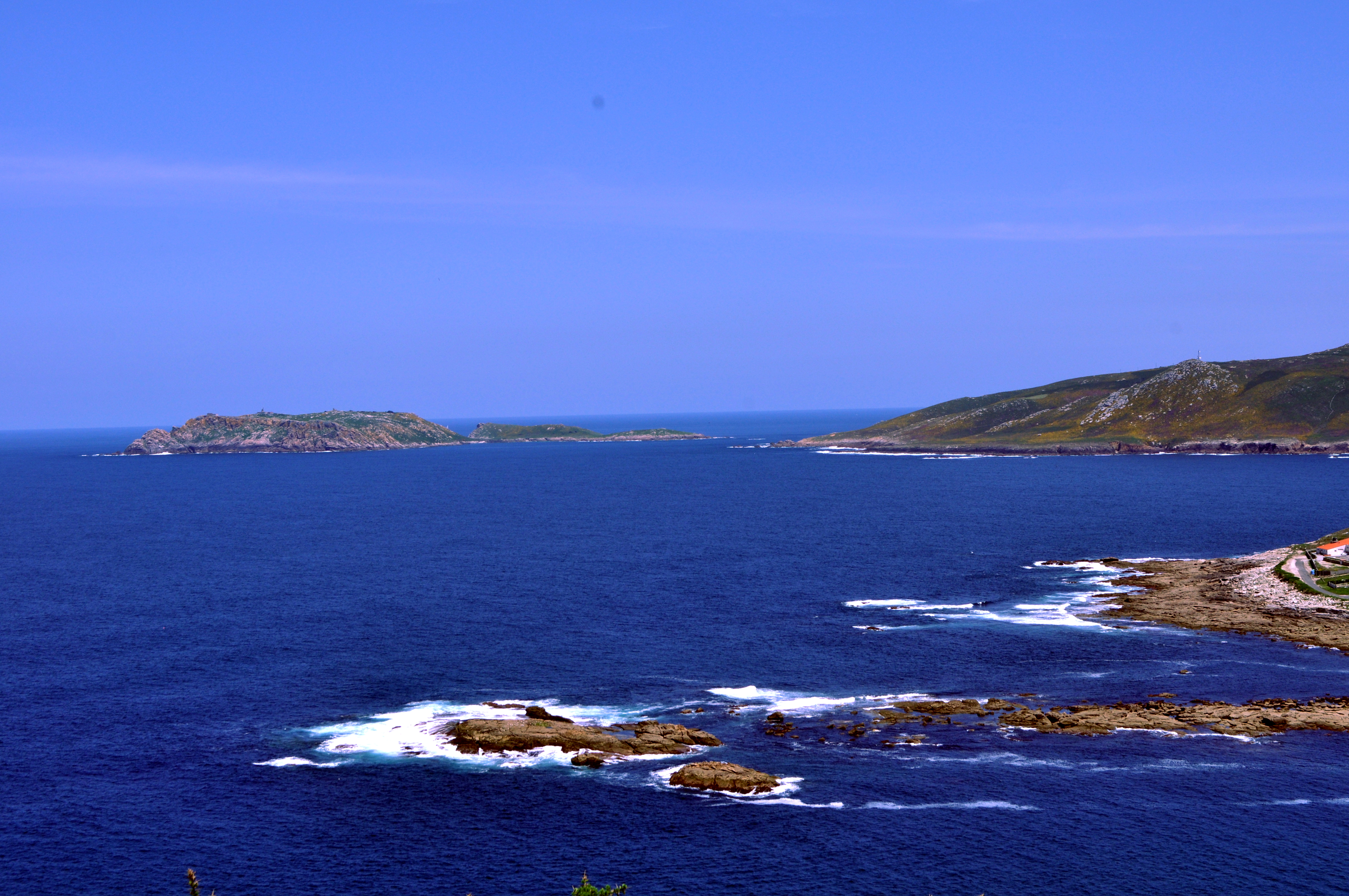
シサルガ諸島
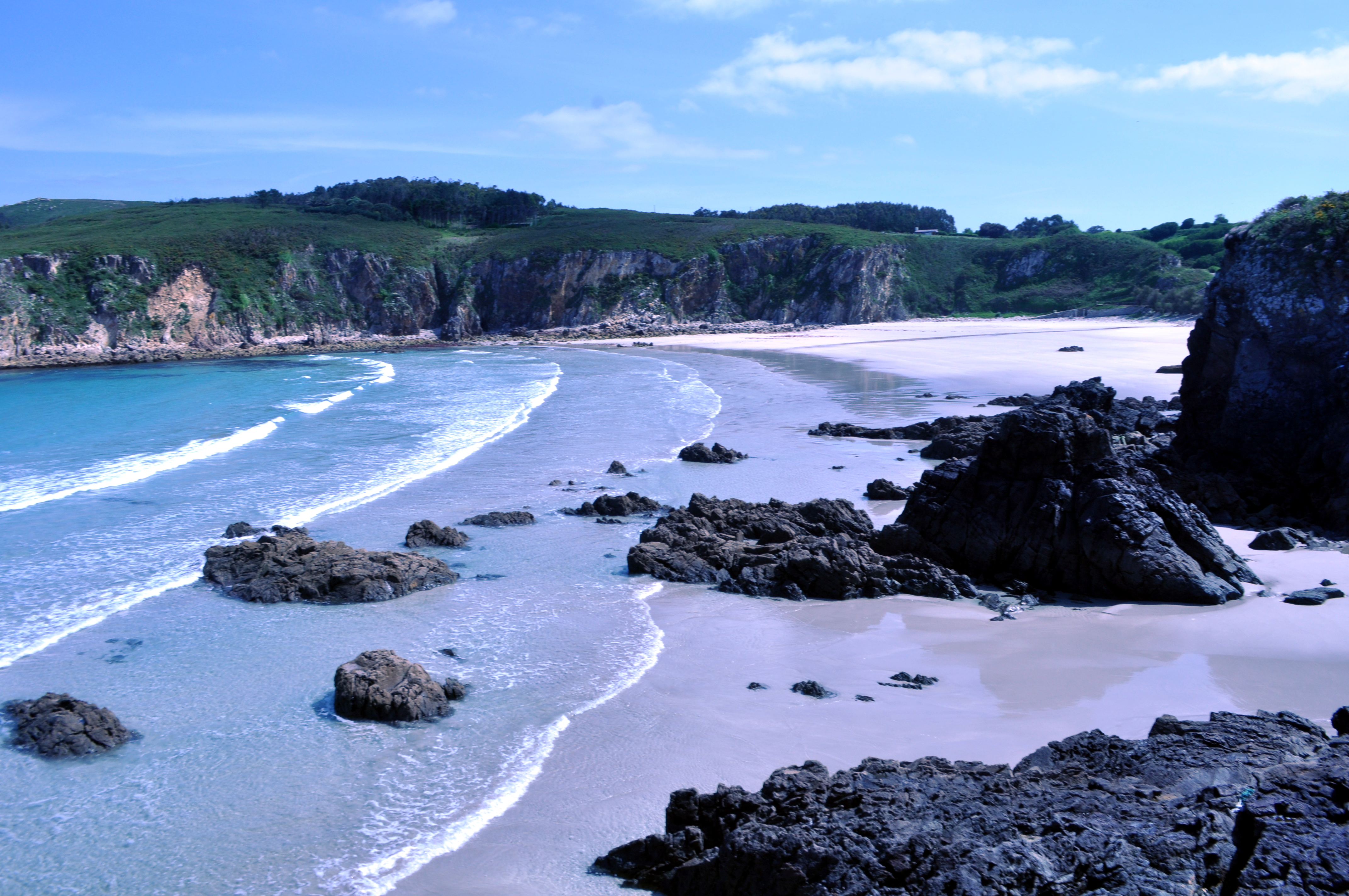
ベオ海岸
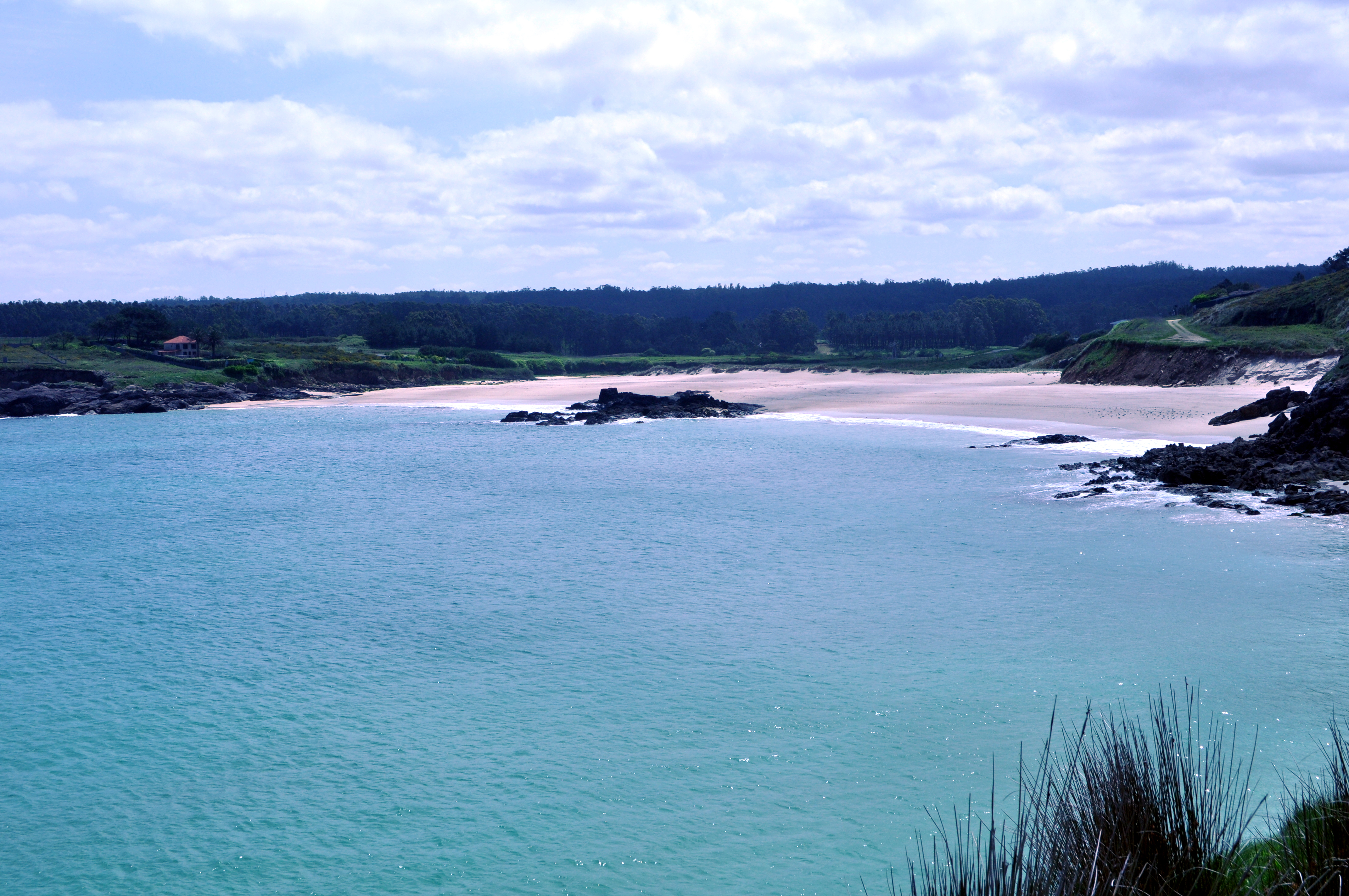
セイルガ海岸
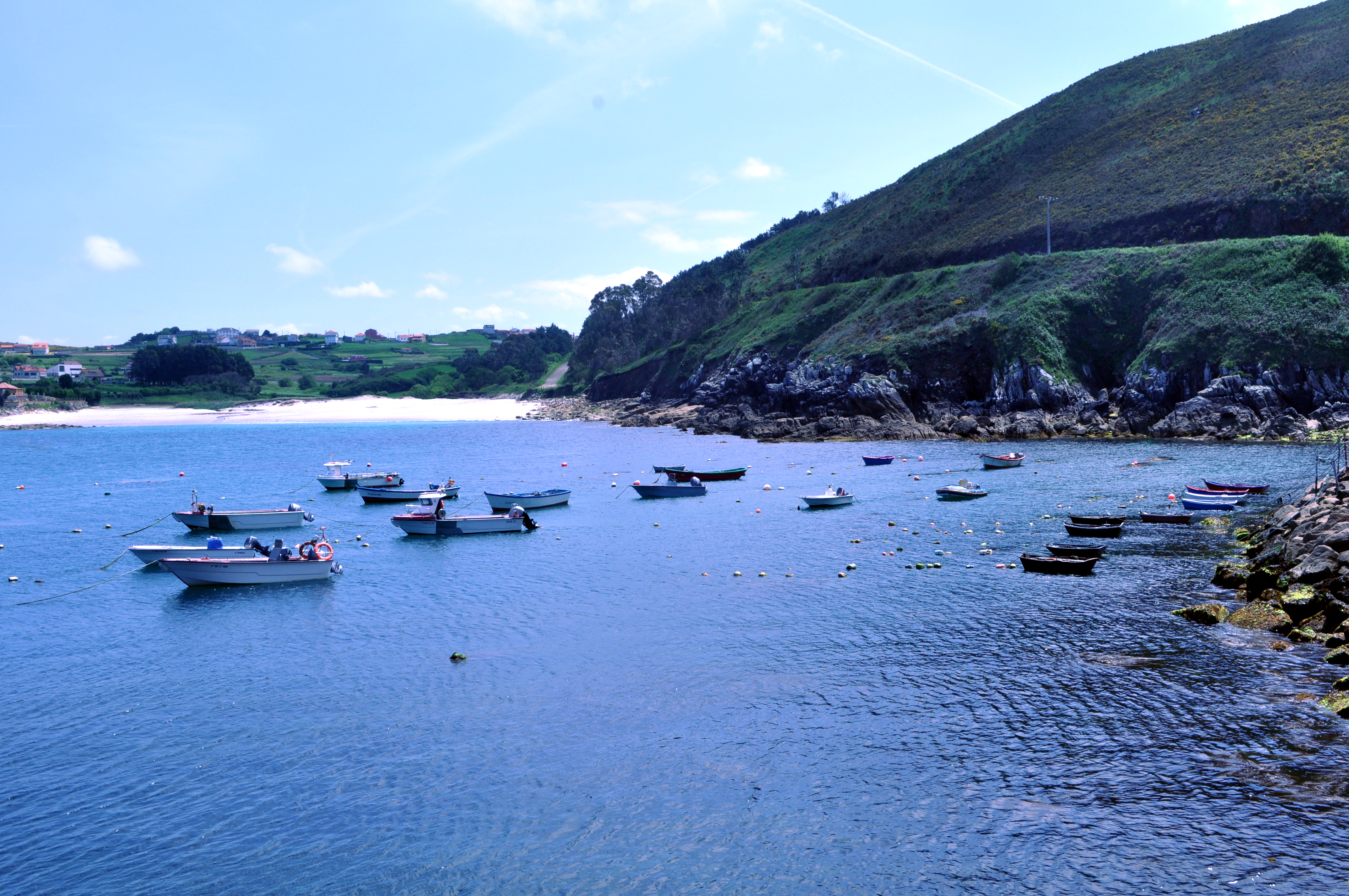
バリソ海岸
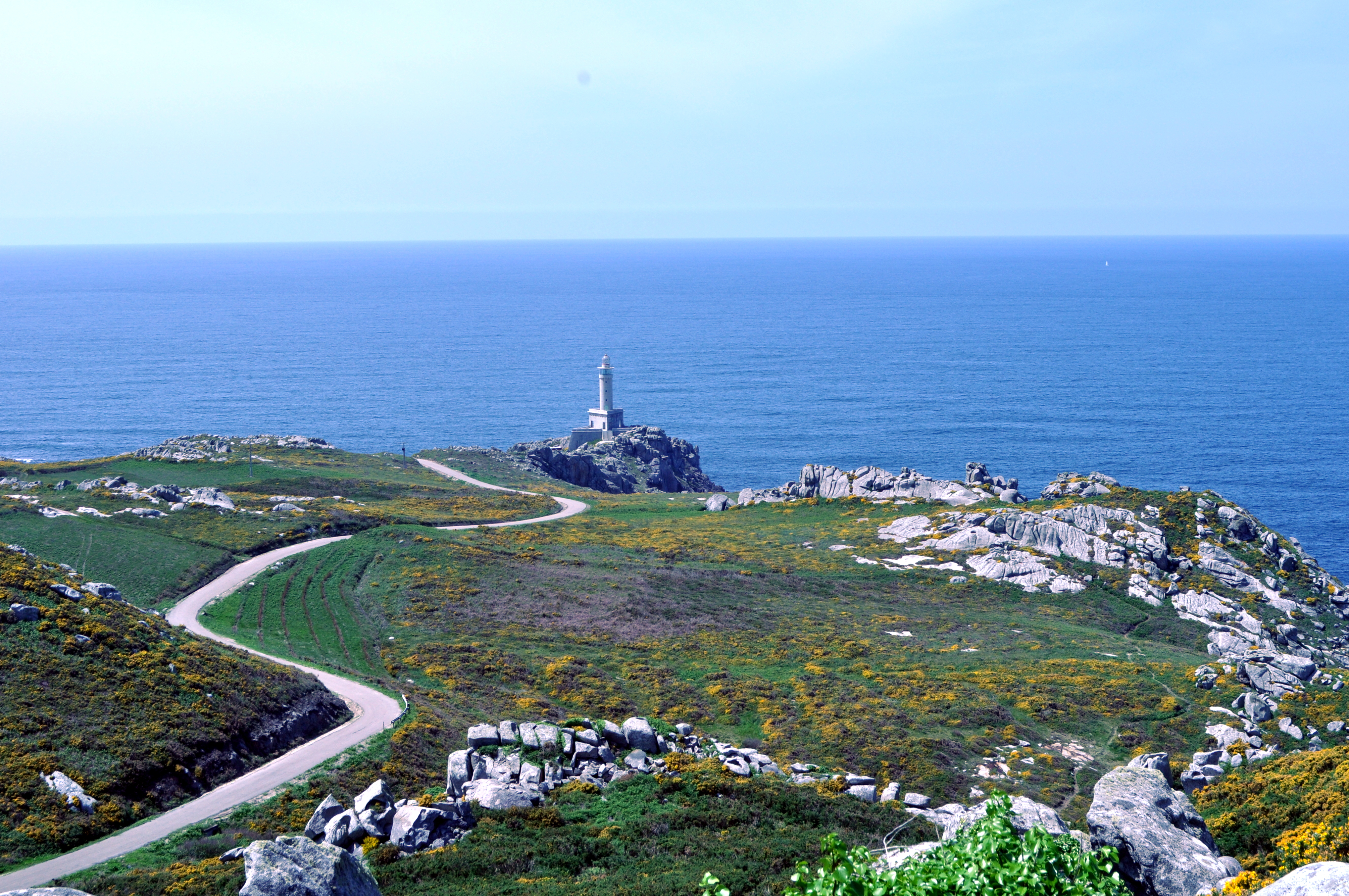
ナリガ灯台